# روبرت ديفيز (ممثل)
روبرت ديفيز (بالإنجليزية: Rupert Davies)‏ هو ممثل بريطاني، ولد في 22 مايو 1916 بليفربول في المملكة المتحدة، وتوفي في 22 نوفمبر 1976 بلندن في المملكة المتحدة. من الجوائز التي نالها جائزة الأكاديمية البريطانية للتلفاز عن فئة أفضل ممثل ‏.

## جوائز
- جائزة الأكاديمية البريطانية للتلفاز عن فئة أفضل ممثل [الإنجليزية]‏

## وصلات خارجية
- روبرت ديفيز على موقع IMDb (الإنجليزية)
- روبرت ديفيز على موقع روتن توميتوز (الإنجليزية)
- روبرت ديفيز على موقع ألو سيني (الفرنسية)
- روبرت ديفيز على موقع أول موفي (الإنجليزية)
- روبرت ديفيز على موقع قاعدة بيانات برودواي على الإنترنت (الإنجليزية)
- روبرت ديفيز على موقع قاعدة بيانات الأفلام السويدية (السويدية)
- روبرت ديفيز على موقع إن إن دي بي (الإنجليزية)
- روبرت ديفيز على موقع قاعدة بيانات الفيلم (الإنجليزية)